# カタールSC
カタールSC（アラビア語: نادي قطر الرياضي, 英語: Qatar Sports Club）は、カタールの首都ドーハを本拠地とするサッカークラブである。
1959年にアル・ナスルのクラブ名で創設されたカタールの古豪クラブ。1972年にアル・オルーバ、アル・イスティクラールの2クラブと合併。1981年にクラブ名をカタールSCに変更した。

## タイトル

### 国内タイトル
- 国内リーグ : 6回
  - 1966-67, 1967-68, 1968/69, 1972/73, 1976/77, 2003/04
- アミールカップ : 3回
  - 1973-74, 1975-76, 2001/02
- クラウンプリンスカップ : 3回
  - 2001-02, 2003-04, 2008/09
- シェイク・ジャセムカップ : 4回
  - 1983-84, 1984-85, 1987/88, 1995/96
- カタールスターズカップ ： 1回
  - 2013-14

### 国際タイトル
なし

## 現所属メンバー
注：選手の国籍表記はFIFAの定めた代表資格ルールに基づく。
| No. | Pos. |              | 選手名                         |
| --- | ---- | ------------ | ------------------------------ |
| 1   | GK   | カタール     | ムハンマド・ムバーラク         |
| 2   | DF   | カタール     | ムハンマド・アッ＝ルバイイー   |
| 3   | DF   | カタール     | アブドッラフマーン・ムサッビハ |
| 4   | DF   | エジプト     | ミードー                       |
| 5   | DF   | アルジェリア | ラフィーク・ハリーシュ         |
| 6   | MF   | カタール     | アブドゥラ・アル・デヤニ       |
| 7   | MF   | カタール     | ハーリド・イブラヒーム         |
| 8   | MF   | カタール     | アブドッラー・アル＝クワーリー |
| 10  | FW   | 大韓民国     | 曺永哲                         |
| 11  | MF   | カタール     | ファドル・オマル               |
| 12  | MF   | 大韓民国     | 韓国栄                         |
| 13  | DF   | カタール     | ハーリド・サーレハ             |
| 14  | MF   | カタール     | アリー・アワド                 |
| 15  | DF   | カタール     | シャヒーン・アリー             |
| 16  | FW   | カタール     | マーヒル・ユーセフ             |

| No. | Pos. |            | 選手名                               |
| --- | ---- | ---------- | ------------------------------------ |
| 17  | MF   | カタール   | アリー・サーレハ・アル＝アハラク     |
| 20  | FW   | チュニジア | ハムディ・アル＝ハルバーウィ         |
| 24  | MF   | カタール   | アブドルアズィーズ・アーディル       |
| 26  | MF   | カタール   | ハーリド・アル＝アンサーリー         |
| 27  | DF   | カタール   | ハーリド・サーレハ・アッ＝ザキーヤー |
| 33  | DF   | カタール   | イスラーム・ヤシーン                 |
| 47  | DF   | カタール   | フセイン・ビーシャ                   |
| 55  | DF   | イラク     | ハイダル・アラウィ                   |
| 60  | MF   | カタール   | モアタズ・マージド                   |
| 70  | GK   | カタール   | ユーセフ・アル＝アンサーリー         |
| 77  | DF   | カタール   | ユーセフ・アル＝クバイシー           |
| 80  | GK   | カタール   | ファイサル・アブドルアズィーズ       |
| 92  | GK   | オマーン   | サーミー・アル＝ハッサーウィー       |
| 99  | FW   | カタール   | ムーサ・アル＝アッラーク             |
| --  | MF   | スペイン   | ハビ・マルティネス                   |

## 歴代監督
- セバスティアン・ラザロニ 2008-2009, 2012-2014, 2015-2016
- サイード・チバ 2011-2012
- イワン・ハシェック 2014

## 歴代所属選手
DF
- マルセル・デサイー 2005-2006
- ビル・チャト 2006-2008
- タラール・エル＝カルクーリー 2007-2011
- アハメド・ドゥキ 2008-2009

MF
- アリ・ベナルビア 2005-2006
- フランシスコ・リマ 2006
- オーガスティン・オコチャ 2006-2007
- アリ・カリミ 2007-2008
- エリック・ジェンバ＝ジェンバ 2007-2008
- クサイ・ムニール 2008-2011
- マルシーニョ 2008-2014
- ユースフ・サフリ 2008-2013

FW
- ファブリス･アクワ 2001-2005
- クラウディオ・カニーヒア 2003-2004
- ラッザーク・ファルハーン 2004-2005
- クリストフ・デュガリー 2004-2005
- セバスティアン・キンタナ 2005-2012
- ママドゥ・ディアロ 2007-2008
- アラー・アブドゥッザフラ 2012
- バカリ・コネ 2012-2013
- 曺永哲 2014-2015